# Trollstigen

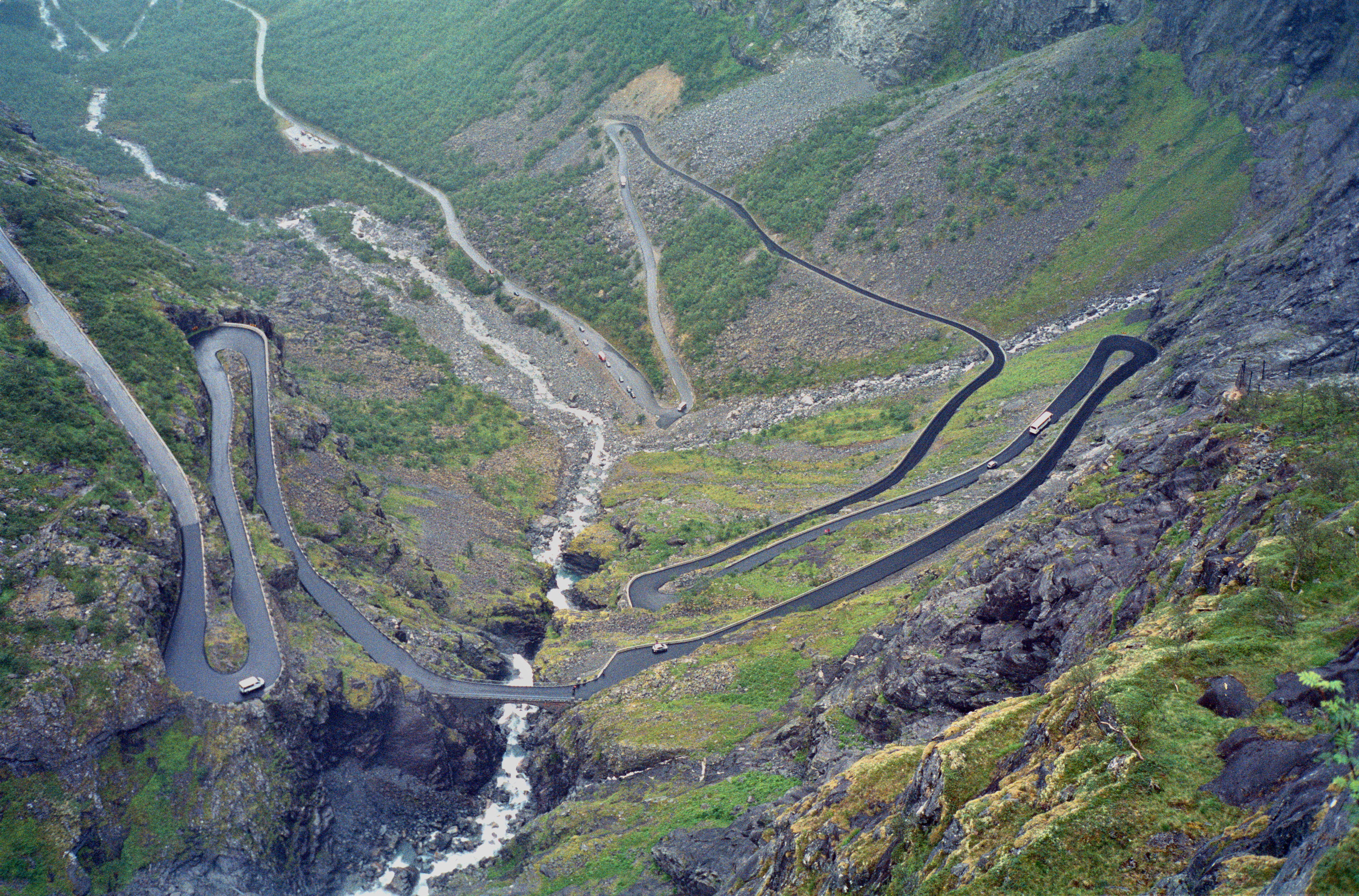
Panorama da estrada

Trollstigen (em português:  Caminho dos Trolls) é uma rodovia localizada em Rauma, na Noruega.)  É notória pelos seus miradouros, cachoeiras e paredões rochosos, tudo numa sequência de onze curvas na encosta mais íngreme, chegando a ter 9% de inclinação.
A estrada é um ponto turístico, mas está fechada nos meses de outono e inverno. A sua abertura normalmente ocorre entre maio e outubro, mas depende também de fatores meteorológicos.
No topo da estrada há dois pontos de vista com largos panoramas. Ao lado pode encontrar-se um edificio de arquitetura moderna e um restaurante chamado Trollstigen Kafe. Arquivado em 22 de março de  2018, no Wayback Machine.